# 문혜성
문혜성(2005년 ~)은 대한민국의 가수다.

## 방송
- 위키드 (2016)
- 영재 발굴단 (2017)

## 음반
- 위키드 Part.4 (2016)
- 위키드 (2016)
- 여행 여행 (2016)
- 보고 싶은 내 친구 (2016)
- 졸업 (2018)
- 2016 콩나무 빈트리 9집 (2019)
- 안녕 (2019)